# Sune Wehlin
Karl Sune Wehlin (Stoccolma, 12 gennaio 1923 – Botkyrka, 21 settembre 2020) è stato un pentatleta svedese.

## Palmarès
In carriera conseguì i seguenti risultati:
- Mondiali:

Helsingborg 1951: oro nel pentathlon moderno a squadre.